# Bannay (Marne)
Bannay és un municipi francès, situat al departament del Marne i a la regió del Gran Est. L'any 2007 tenia 22 habitants.

## Demografia

### Població
El 2007 la població de fet de Bannay era de 22 persones. Hi havia 8 famílies, de les quals 4 eren parelles sense fills i 4 parelles amb fills.
La població ha evolucionat segons el següent gràfic:
Habitants censats

### Habitatges
El 2007 hi havia 14 habitatges, 9 eren l'habitatge principal de la família i 5 eren segones residències. 12 eren cases i 2 eren apartaments. Dels 9 habitatges principals, 7 estaven ocupats pels seus propietaris, 1 estava llogat i ocupat pels llogaters i 1 estava cedit a títol gratuït; 1 tenia tres cambres, 2 en tenien quatre i 6 en tenien cinc o més. 7 habitatges disposaven pel capbaix d'una plaça de pàrquing. A 2 habitatges hi havia un automòbil i a 7 n'hi havia dos o més.

### Piràmide de població
La piràmide de població per edats i sexe el 2009 era:
| Homes | Edats   | Dones |
| ----- | ------- | ----- |
| 0     | 95 o +  | 0     |
| 0     | 90 a 94 | 0     |
| 0     | 85 a 89 | 0     |
| 0     | 80 a 84 | 0     |
| 0     | 75 a 79 | 0     |
| 0     | 70 a 74 | 0     |
| 4     | 65 a 69 | 0     |
| 0     | 60 a 64 | 4     |
| 0     | 55 a 59 | 0     |
| 4     | 50 a 54 | 4     |
| 0     | 45 a 49 | 0     |
| 0     | 40 a 44 | 0     |
| 0     | 35 a 39 | 0     |
| 0     | 30 a 34 | 0     |
| 0     | 25 a 29 | 0     |
| 0     | 20 a 24 | 0     |
| 0     | 15 a 19 | 0     |
| 0     | 10 a 14 | 0     |
| 0     | 5 a 9   | 0     |
| 0     | 0 a 4   | 0     |

## Economia
El 2007 la població en edat de treballar era de 19 persones, 16 eren actives i 3 eren inactives. Les 16 persones actives estaven ocupades(11 homes i 5 dones).. De les 3 persones inactives 1 estava estudiant i 2 estaven classificades com a «altres inactius».
Activitats econòmiques
L'únic establiment que hi havia el 2007 era d'una empresa d'hostatgeria i restauració.
L'any 2000 a Bannay hi havia 6 explotacions agrícoles.

## Poblacions més properes
El següent diagrama mostra les poblacions més properes.